# Dike (Iowa)
Pour les articles homonymes, voir Dike.
Dike est une ville du comté de Grundy, en Iowa, aux États-Unis. Elle est incorporée le 16 janvier 1901.

## Source de la traduction
- (en) Cet article est partiellement ou en totalité issu de l’article de Wikipédia en anglais intitulé « Dike, Iowa » (voir la liste des auteurs).